# Василисино (Дорогобужский район)
Василисино — Деревня в Дорогобужском районе Смоленской области России. Входит в состав Фрунзенского сельского поселения.
Население — 8 жителей (2007 год).
Расположена в центральной части области в 10 км к северу от Дорогобужа, в 0,1 км западнее автодороги Р137 Сафоново — Рославль, на берегу реки Малиновка. В 8 км севернее от деревни находится железнодорожная станция Сафоново на линии Москва — Минск.

## История
В годы Великой Отечественной войны деревня была оккупирована гитлеровскими войсками в октябре 1941 года, освобождена в сентябре 1943 года.